# Wolf (Vulkan)
Der Vulkan Wolf (spanisch Volcán Wolf) ist mit 1707 m die höchste Erhebung der Insel Isabela und der höchste Berg der Galapagosinseln insgesamt. Benannt ist der Vulkan nach dem deutschen Geologen und Botaniker Theodor Wolf, der Ende des 19. Jahrhunderts die Galápagos-Inseln wissenschaftlich erforschte. Über den südlichen Rand seiner Caldera verläuft der Äquator.
Wolf ist der nördlichste von sechs Vulkanen, die die Insel Isabela bilden. Der Schildvulkan wird von einer steilwandigen Caldera mit einem Durchmesser von 6 bis 7 Kilometern und einer maximalen Tiefe von 700 Metern beherrscht. Innerhalb der Galápagos-Inseln hat lediglich der Cerro Azul im Süden Isabelas mit 650 m eine ähnlich tiefe Caldera. Wolf ist ein aktiver Vulkan, dessen erster registrierter Ausbruch im Jahr 1797 erfolgte. Ein weiterer belegter Ausbruch fand 1982 statt.
Ausbrüche 2015:
Am 25. Mai 2015 brach der Vulkan Wolf in einer gewaltigen Eruption aus, welche Asche bis in 12.500 Meter Höhe blies. Lavaströme wurden ebenfalls gesichtet. Für den Ausbruch ist ein Vulkanexplosivitätsindex (kurz VEI) von 4 eingetragen.
Ausbrüche 2022:
Am 7. Januar 2022 brach der Vulkan Wolf in einer Spalteneruption aus. Die Eruption warf große Mengen Lava aus der Spalte an der Südflanke des Vulkans aus. Späteren Messungen zufolge, waren die Spalten mehrere Kilometer lang. Es wurde eine immense vulkanische Wärmestrahlung mit einer Leistung von 30.000 Megawatt gemessen. Am 12. Januar 2022 hatte der Lavastrom eine Länge von 25 Kilometern erreicht, womit er fünf Kilometer vor der Küste stand. Die einzigartige Tierwelt war nicht gefährdet, genauso wie Menschen. Die nächste Ortschaft Puerto Villamil mit 2200 Einwohnern liegt 115 km südlich des Kraters. Der Ausbruch dauerte bis zum 5. Mai.
Besondere Tierart:
Der  Rosada-Drusenkopf (Conolophus marthae), ein rosafarbener Landleguan wurde erstmals 2009 beschrieben.